# Chula Vista (contea di Cameron, Texas)
Chula Vista è un census-designated place (CDP) degli Stati Uniti d'America della contea di Cameron nello Stato del Texas. La popolazione era di 288 persone al censimento del 2010. Prima del censimento del 2010 la comunità faceva parte del CDP di Chula Vista-Orason. Fa parte dell'area metropolitana di Brownsville-Harlingen.

## Geografia fisica
Chula Vista si trova vicino al centro geografico della contea di Cameron, 2 miglia (3 km) ad est di Los Fresnos e 15 miglia (24 km) a nord del centro di Brownsville. Confina ad ovest con Orason.
Secondo lo United States Census Bureau, il CDP ha una superficie totale di 0,47 km², dei quali 0,47 km² di territorio e 0 km² di acque interne (0% del totale).

## Società

### Evoluzione demografica
Secondo il censimento del 2010, c'erano 288 persone.

### Etnie e minoranze straniere
Secondo il censimento del 2010, la composizione etnica della città era formata dal 98,96% di bianchi, lo 0% di afroamericani, lo 0% di nativi americani, lo 0% di asiatici, lo 0% di oceanici, lo 0,69% di altre razze, e lo 0,35% di due o più etnie. Ispanici o latinos di qualunque razza erano il 97,22% della popolazione.